# Trezza Azzopardi
Trezza Azzopardi (Cardiff, 1961) è una scrittrice gallese.

## Biografia
Nata a Cardiff da padre maltese e madre gallese, ha studiato scrittura creativa presso l'University of East Anglia, di cui divenne docente. Ha anche un master in cinema e televisione ottenuto presso l'University of Derby.
Il suo primo romanzo, The Hiding Place (La camera segreta), è stato finalista al Booker Prize nel 2000 (un risultato significativo, visto che i romanzi d'esordio non sono spesso considerati per il Booker). Il romanzo ha anche vinto il Geoffrey Faber Memorial Prize ed è stato finalista al James Tait Black Memorial Prize. Il secondo romanzo, Remember Me, è stato finalista al Wales Book of the Year, mentre Winterton Blue ha fatto parte della selezione iniziale dello stesso premio nel 2008. Scrive anche racconti e letture per BBC Radio. I suoi libri sono stati tradotti in 17 lingue.

## Opere
- La camera segreta (The Hiding Place), 2000
- Remember Me, 2003
- Winterton Blue, 2007
- The Song House, 2010